# CEP250
CEP250‏ (Centrosomal protein 250) هوَ بروتين يُشَفر بواسطة جين CEP250 في الإنسان.<ref name="pmid9506584">